# テルデ
テルデ（スペイン語: Telde）は、スペイン・カナリア諸島州ラス・パルマス県のムニシピオ（基礎自治体）。カナリア諸島のグラン・カナリア島南東部にある。

## 地理
2013年の人口は102,170人であり、カナリア諸島の州都であるラス・パルマスに次いで、グラン・カナリア島で2番目に人口が多い自治体である。面積は102.43km2。ラス・パルマスの南14kmにあり、海岸からは4km内陸に位置する。主要道路ではGC-1号線が市街地の東部を走っている。グラン・カナリア国際空港は自治体南部のガンド集落にある。

## 歴史
スペイン人がカナリア諸島に侵攻する前、テルデは先住民にとってグラン・カナリア島東部の中心地であり、著名な先住民であるドラマスはここに住んでいたと考えられている。約14,000人の先住民がこの地でスペイン人と闘った。1351年の教皇令によって、正式にカトリック教徒の町が建設された。テルデはグラン・カナリア島の中ではカトリック教徒によるもっとも古い町であり、グラン・カナリア島の最初の主都だった。1483年には再度スペイン人が征服し、農業と商業の中心地となった。やがて主都はラス・パルマスに移っている。
かつては農業集落であり、主要な作物はサトウキビ、ブドウ、バナナ、トマトだった。今日のテルデ市街地周辺は高度に産業化されており、グラン・カナリア島の工業の中心地である。今日のテルデはカナリア島第2の都市であり、歴史的な町並みを持つ旧市街は観光客に人気がある。

### サン・フアン・バウティスタ教会
テルデの宗教的中心地はサン・フアン・バウティスタ教会である。テルデの町を建設したガルシア・デル・カスティージョ家によって、1483年にサン・フアン・バウティスタ広場にサン・フアン・バウティスタ教会（旧）が建設された。今でもセビリア＝ポルトガル・ゴシック建築のオリジナルの面構えを残しているが、塔は20世紀のネオゴシック建築である。主祭壇にあるキリスト像はトウモロコシ生地でできており、メキシコの先住民であるタラスコ族によるものである。このキリスト像は1550年以前にサン・フアン・バウティスタ教会に持ち込まれた。フラマン・ゴシック様式の主祭壇の設置は1516年以前に遡る。聖母マリアの三連祭壇画は5つの宗教的な場面を描いており、16世紀にフランドル地方から持ち込まれた。

### 非核宣言
1980年代初頭のスペインでは米軍基地の撤去や北大西洋条約機構(NATO)の脱退を求めたデモや集会が繰り返し行われた。この過程でテルデ首長のアウレリーノ・フランシスコ・サンティアゴは平和主義を規定した日本国憲法第9条に共感し、自治体議会に憲法9条の記念碑とヒロシマ・ナガサキ広場の建設を提案した。サンティアゴは後に平和市長会議のメンバーとなり、2008年に開催された九条世界会議の国際賛同人となっている。結局スペインは1982年に北大西洋条約機構に加盟したが、同年にテルデ自治体議会は非核地帯を宣言した。1995年にはラス・パルマス総領事館で「広島・長崎原爆写真ポスター展」が開催されている。1996年1月末にはテルデに記念碑とヒロシマ・ナガサキ広場が完成し、総領事館も参加した落成記念式典では秋葉忠利広島市長や伊藤一長長崎市長からのメッセージが読まれた。記念碑には憲法9条のスペイン語訳が掲載されている。2007年公開のドキュメンタリー映画『シロタ家の20世紀』内でもこの碑が紹介されている。

## 教育
テルデにはカナリア諸島唯一のフランス人インターナショナル・スクールがあり、フランス国外でフランス人学校を運営するミシオン・ライケ・フランセによって運営されている。2005年、19世紀後半から20世紀初頭に活躍した人類学者ルネ・ヴェルノーの名を冠し、リセ・フランセ・ルネ・ヴェルノー(Lycée Français René-Verneau)という名称になった。

## 人口
| テルデの人口推移 1842－2012                             |
|                                                         |
| 出典:INE（スペイン国立統計局）1900年 - 1991年、1996年 - |

## 出身者
- ホセ・ベレス（スペイン語版） : 歌手。1978年のユーロビジョン・ソング・コンテスト スペイン代表。
- ロケ・メサ : サッカー選手。

## 姉妹都市
グラン・カナリア島の西隣にあるテネリフェ島にあるサン・クリストバル・デ・ラ・ラグーナと姉妹都市提携を結んでいる。グラン・カナリア島第2の都市であるテルデ同様に、ラ・ラグーナもテネリフェ島第2の都市であり、グラン・カナリア島の最初の主都だったテルデ同様に、ラ・ラグーナもテネリフェ島の最初の主都だった。
- サン・クリストバル・デ・ラ・ラグーナ
- ガルダル（スペイン語版）
- モゲール（スペイン語版）